# 浦田村
浦田村（うらだむら）は、かつて新潟県東頸城郡にあった村。

## 沿革
- 1889年（明治22年）4月1日 - 町村制施行に伴い東頸城郡浦田村、黒倉村が合併し、浦田村が発足。
- 1955年（昭和30年）3月31日 - 東頸城郡松之山村と合併し、松之山村を新設して消滅。